# Gustaf Albert
Gustaf Albert Andersson, konstnärsnamn Gustaf Albert, senare Gustave Albert, född 30 oktober 1866 i Eskilstuna, död 27 februari 1905 i Paris, var en svensk konstnär, känd för sitt landskapsmåleri.
Gustaf Albert Andersson var son till en smed i Eskilstuna. 13 år gammal sattes han i lära hos barberaren och fältskären C. G. Lundmark i Eskilstuna. Rakning och klipping tyckte han var ett ganska drägligt arbete, men sårbehandling hade han svårare för, och han lyckades övertala sin mor om stöd för en insamling att få ihop pengar för att kunna studera ett år vid Konstakademien. Då statuterna även krävde vissa kunskaper i humaniora, ordnade han med privatundervisning av en vän. Våren 1885 begav han sig till Stockholm, där han lyckades få tillstånd att kopiera verk på Nationalmuseum. Här lärde han känna Herman Norrman, som i augusti 1885 sökte och kom in vid Konstakademien. Av allt att döma sökte även Gustaf Albert, men blev inte antagen. Av allt att döma verkar dock Per Daniel Holm ha låtit honom delta som frielev när han fick tillfälle. När Herman Norrman gjorde uppror mot akademin, följde Gustaf Albert med till Valands konstskola, där de studerade för Carl Larsson. Därefter följdes de båda åt till New York 1887–1890 och därefter till Paris 1890. Herman Norrman återvände till sin småländska hembygd efter ett år, medan Gustaf Albert bestämde sig för att stanna. Han gifte sig med en fransyska och blev ledamot av den franska konstakademien. Albert finns representerad vid bland annat Nationalmuseum i Stockholm och Eskilstuna konstmuseum.

## Bildgalleri

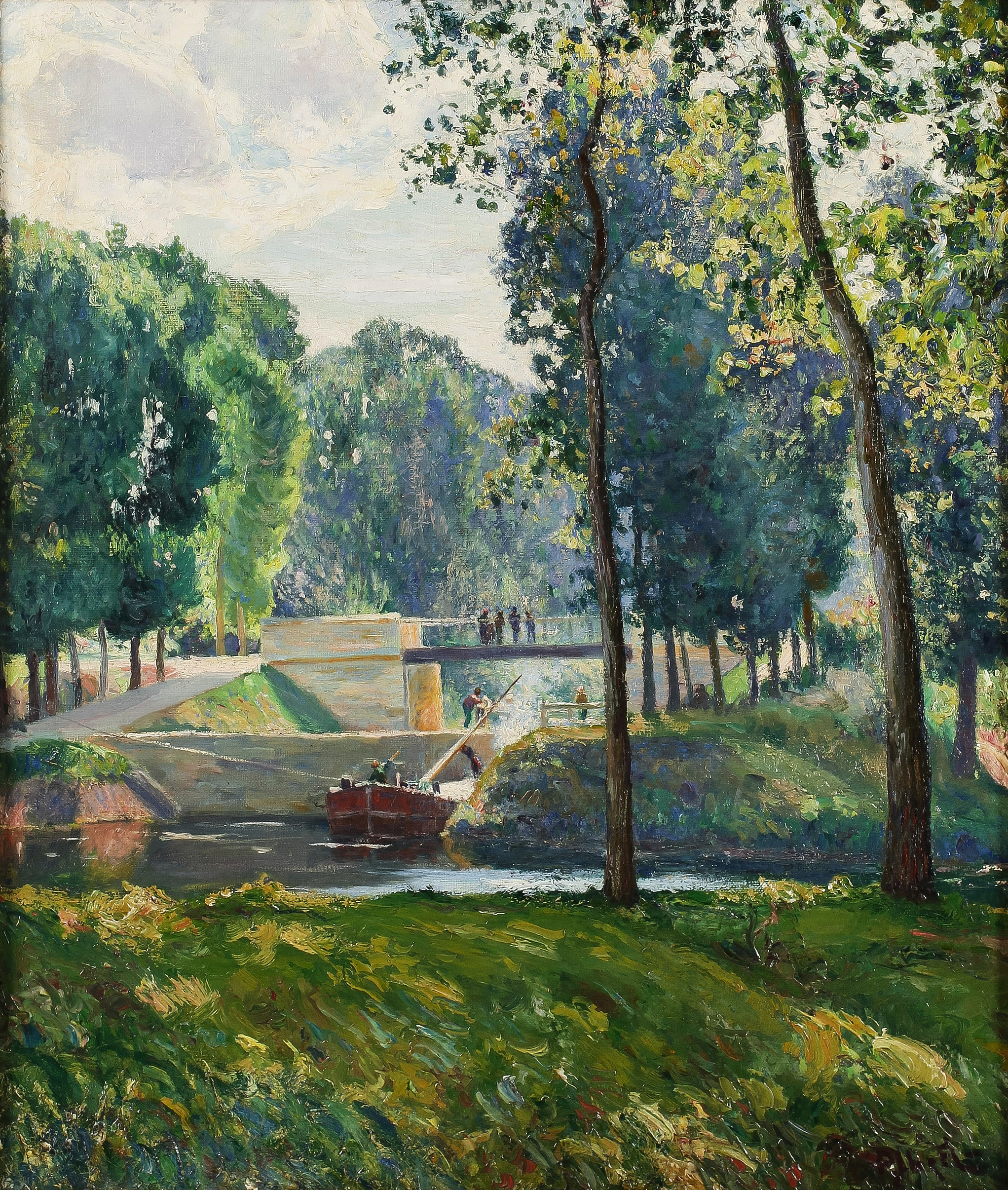
Le Canal du Midi, paysage d'été
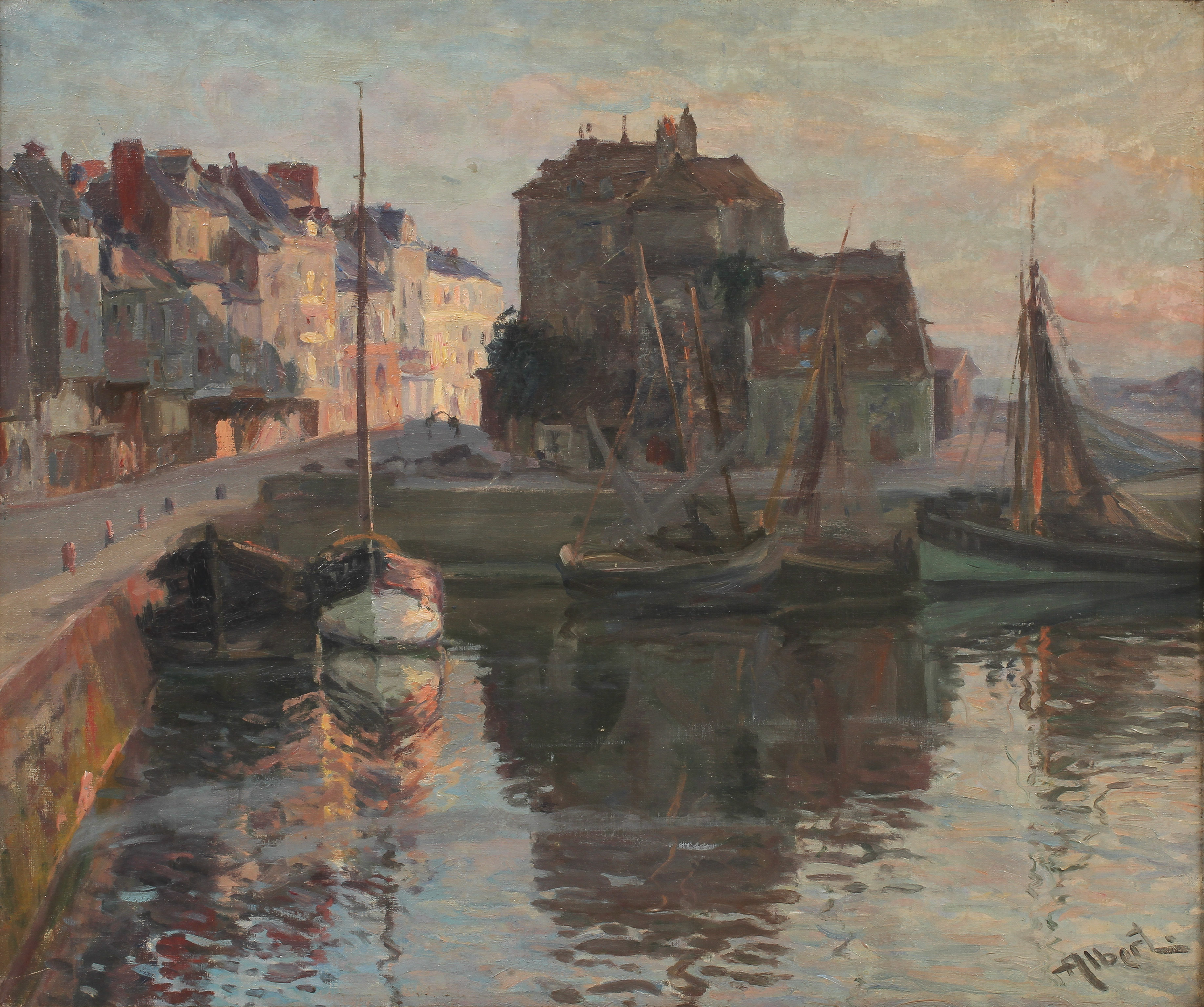
Hamnen i Honfleur